# Українська преса (концерн)
«Украї́нська Пре́са» — видавничий концерн 1923–1939 рр. у Львові, створений Іваном Тиктором на комерційній базі, розрахованій на масового читача.
Зародком видавництва була газета «Новий Час» (з 1923 р.; від 1926 р. — власність І. Тиктора), з 1932 р. — щоденник, масово поширений на Західній Україні (наклад 16 000), з численними в різні часи додатками.
У видавництві (редакції, адміністрації й друкарні) працювало понад 100 осіб.
Концерн «Українська Преса» виявив найбільшу на західноукраїнських землях видавничу діяльність у галузі преси і значну книжкову. На це вплинула, серед іншого, низька ціна і популярність видань.
Концерн спричинився до поширення освіти та національної свідомости серед українців, зокрема на селі.

## Видання

### Газети та журнали
- «Новий Час»
- «Народня Справа» (з 1928 р.) — популярний тижневик для селян, побудований на асекураційному принципі (30-40 тис. накладу)
- «Дзвіночок» (з 1931 р.) — місячник для дітей (30 000 накладу)
- «Наш Прапор» (з 1932 р.) — ілюстрований півтижневик для української родини (8-10 тис. прим.)
- «Комар» (з 1933 р.) — тижневик сатири та гумору (7 000)
- «Наш Лемко» (з 1934 р.)

Наклад періодиків концерну «Українська Преса» 1937 року становив 92 600, 1938-го — 106 500.

### Книги та календарі
з 1929 р. — селянський календар «Золотий Колос» (100 000)
з 1931 р. — «Календар для всіх» (з 1937 р. під назвою «Альманах Нового Часу»)
з 1935 р. — гумористичний календар «Комар»
Книжкові видання виходили у формі бібліотек при відповідних газетах:
- при «Новому Часі» — 30 кн. (до 1933 р.)
- при «Народній справі» — 18 кн. і (з 1937 р.) місячними випусками під назвою «Рідне Слово»
- при «Дзвіночку» (з 1937 р.) — щомісячно бібліотека для молоді «Ранок»
- при «Нашому Прапорі» — щомісяця «Українська Бібліотека» (з 1933 р.) і «Аматорський Театр» (з 1935 р.), квартально «Музична Бібліотека» (з 1937 р.)
- з 1938 р. «Бібліотека церковно-релігійних книг» (вийшла «Біблія» в перекладі о. М. Кравчука та молитовник «Вірую» — накладом 100 000).

З 1934 р. виходила місячними випусками «Історична Бібліотека» (1929–1936). В її серії вийшли монументальні популярні видання: «Велика Історія України» Івана Крип'якевича і Миколи Голубця (15 000), «Історія Української Культури» І. Крип'якевича та ін., «Історія Українського Війська» за ред. І. Крип'якевича (12 000) і «Велика Всесвітня Історія» (не закінчена).
Всього у видавництві «Українська Преса» вийшло понад 400 книжок, що їх передплатники відповідних газет одержували безкоштовно, тільки за зворотом порто.